# 勒科洛涅莱里奥
勒科洛涅莱里奥（法語：Recologne-lès-Rioz，法語發音：[ʁəkɔlɔɲ lɛ ʁjo]，意为“里奥附近的勒科洛涅”）是法国上索恩省的一个市镇，属于沃苏勒区。

## 地理
勒科洛涅莱里奥（47°28'28"N, 5°59'13"E）面积10.18 平方千米，位于法国勃艮第-弗朗什-孔泰大區上索恩省，该省份为法国东部内陆省份，北起顺时针与孚日省、贝尔福地区省、杜省、汝拉省、科多尔省和上马恩省接壤。
与勒科洛涅莱里奥接壤的市镇（或旧市镇、城区）包括：迈济耶尔、丰德勒芒。

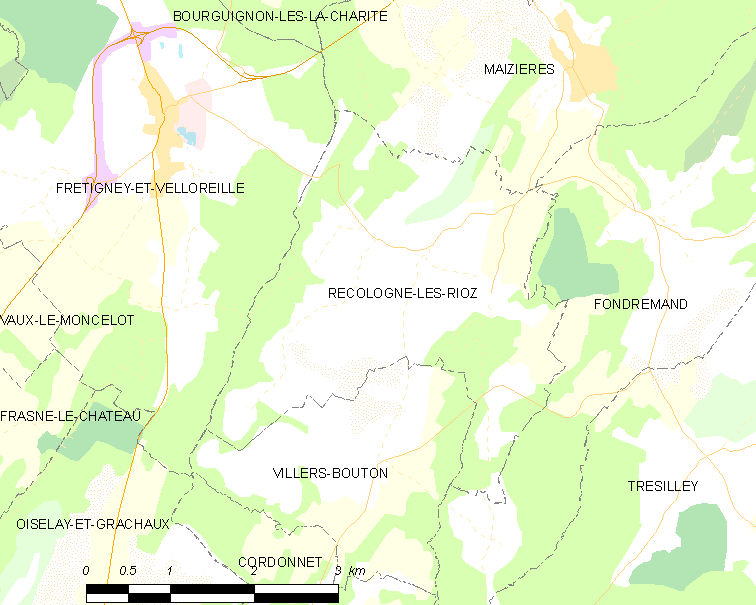
勒科洛涅莱里奥的OSM定位图

勒科洛涅莱里奥的时区为UTC+01:00、UTC+02:00（夏令时）。

## 行政
勒科洛涅莱里奥的邮政编码为70190，INSEE市镇编码为70441。

## 政治
勒科洛涅莱里奥所属的省级选区为里奥县。

## 人口

1962-2008年间勒科洛涅莱里奥人口变化图示

勒科洛涅莱里奥于2022年1月1日时的人口数量为270人。